# Copiopteryx semiramis
Copiopteryx semiramis é um inseto da ordem Lepidoptera; uma mariposa, ou traça, noturna e neotropical da família Saturniidae e subfamília Arsenurinae, classificada em 1775 por Pieter Cramer, com a denominação Phalaena semiramis, na página 19 da obra De uitlandsche kapellen, voorkomende in de drie waereld-deelen Asia, Africa en America; o seu gênero, Copiopteryx, classificado por James Duncan em 1841; esta espécie sendo sua espécie-tipo, distribuída desde o México até a América do Sul, na região sudeste do Brasil; o seu holótipo coletado no Suriname. No Brasil ela tem recebido, na Internet, a denominação vernácula mariposa-tesoura.

## Subespécies
C. semiramis possui alguns nomes de subespécies registrados. Com asterisco (*) estão os registros para o Brasil (fonteː SiBBr - Sistema de Informação sobre a Biodiversidade Brasileira).
- Copiopteryx semiramis andensis (Lemaire, 1974)
- Copiopteryx semiramis banghaasi Draudt, 1930[2]
- Copiopteryx semiramis montei (Gagarin, 1934)*
- Copiopteryx semiramis phoenix (Deyrolle, 1869)*
- Copiopteryx semiramis semiramis (Cramer, 1775)*[1]

No Brasil está citada a seguinte distribuição de suas subespécies: Mato Grosso, Amazonas, Roraima, Pará e Amapá (semiramis); Maranhão, Goiás, Distrito Federal, Minas Gerais, São Paulo, Mato Grosso do Sul e Mato Grosso (montei); Minas Gerais, Espírito Santo, Rio de Janeiro e São Paulo (phoenix).

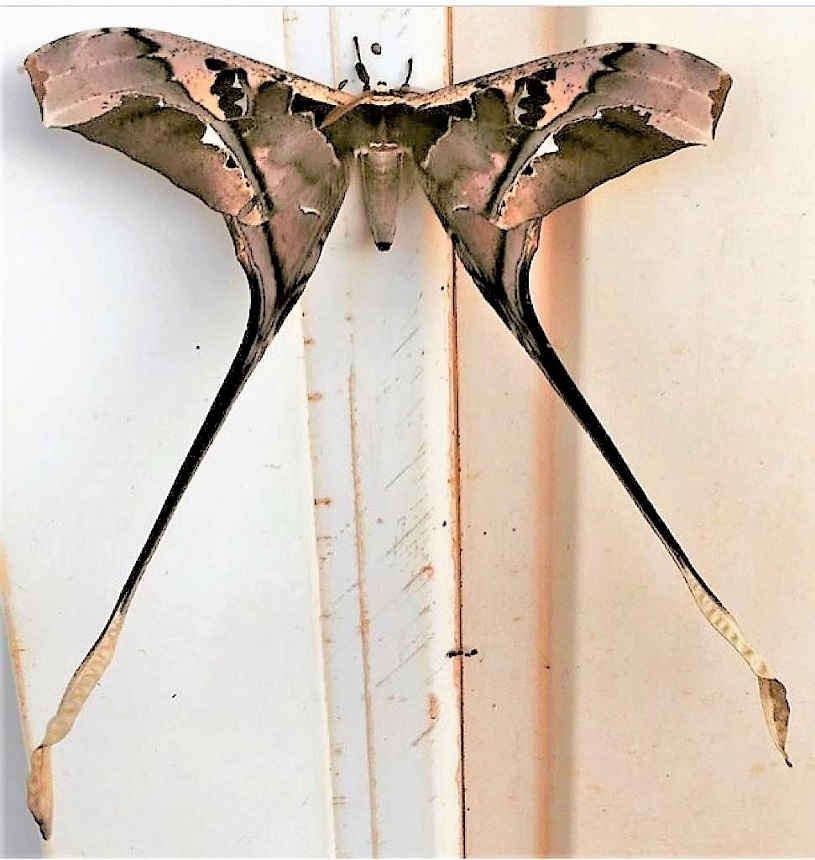
Fotografia de C. semiramis em Sipaliwini, Suriname.

## Biologia, planta-alimento
Macho e fêmea possuem dimorfismo sexual aparente, as fêmeas com suas caudas mais curtas; ambos os sexos atraídos por luzes de lâmpadas em ambientes antrópicos, os machos sendo os mais freqüentes em seu voo a longas distancias à procura de fêmeas que, sendo mais pesadas e mais  lentas, não se afastam muito do seu local de eclosão. As lagartas de Copiopteryx semiramis não possuem cerdas urticantes, se alimentando de plantas dos gêneros Manilkara (espécies Manilkara chicle e Manilkara zapota, o sapoti), Acanthosyris (espécie Acanthosyris spinescens), Pouteria (espécie Pouteria caimito, o abieiro). Adultos são presas fáceis de predadores noturnos, sobretudo morcegos; embora a ciência indique que as caudas longas de certas espécies de mariposas lhes sirvam para escapar de predação.